# Konstantinos Kenteris
Konstantinos Kenteris, também escrito como Konstadinos Kederis (em grego: Κωνσταντίνος Κεντέρης - Mitilene, 11 de julho de 1973), foi um atleta grego medalhista de ouro nos Jogos Olímpicos de Sydney 2000 nos 200 metros rasos. Entretanto, em Atenas 2004, pouco antes do início dos Jogos, se retirou motivado por um possível doping para evitar sanções contra seu país que sediava os Jogos.

## Recordes pessoais
Esses são seus recordes pessoais:
| Evento     | Tempo | Data                | Local    | Local    |
| ---------- | ----- | ------------------- | -------- | -------- |
| 100m rasos | 10s15 | 23 de junho de 2001 | Bremen   | Alemanha |
| 200m rasos | 19s85 | 9 de agosto de 2002 | Munique  | Alemanha |
| 400m rasos | 45s60 | 27 de julho de 1998 | Salónica | Grécia   |